# Yoshiaki Yamamoto (homme politique)
Pour les articles homonymes, voir Yamamoto et Yoshiaki Yamamoto.
Yoshiaki Yamamoto (山本 義章, Yamamoto Yoshiaki), né le 5 octobre 1896 à Tottori et mort le 26 septembre 1961 à Tokyo, est un fonctionnaire, avocat et homme politique japonais, gouverneur de la préfecture de Kyoto brièvement en 1947, durant l'Après-guerre. Il est dernier gouverneur nominé par le gouvernement avant l'adoption du suffrage universel.

## Biographie
Yoshiaki Yamamoto naît le 5 octobre 1896 à Tottori. Il est le fils aîné de Yamamoto Kichitarō (山本 吉太郎),. Il termine ses études supérieures à la faculté de droit de l'université impériale de Tokyo. Il occupe par la suite plusieurs postes administratifs, devenant notamment chef de la police municipale d'Osaka, puis chef de planification spéciale dans les polices préfectorales de Hokkaidō (ja) et de Hyōgo (ja), ainsi qu'au sein de la Police métropolitaine (ja). Par la suite, il est brièvement directeur des usines et de la production industrielle dans le gouvernement de la préfecture d'Osaka. Le 30 juin 1932, il est nommé directeur du secrétariat du gouvernement de la préfecture de Nagano et de la police préfectorale de Nagano (ja), remplaçant Zōroku Tanaka (田中 蔵六), avant d'être remplacé par Yoshio Araki (ja) le 19 janvier 1935,. Il occupe le même poste ensuite, mais dans la police préfectorale de Chiba (ja), à partir du même jour, remplaçant Kenzō Yano (ja), avant d'être remplacé le 24 septembre 1936 par Shūgo Tanaka (ja). Il continue dans les mêmes fonctions à partir du même jour, dans la police préfectorale de Nagasaki (ja), remplaçant Hajime Hayakawa (ja), et est remplacé par Yoshiji Kosuge (ja) le 8 juillet 1937. Yamamoto devient alors directeur du département de l'Économie de la préfecture de Kumamoto, avant de prendre la fonction de directeur du secrétariat et des Affaires générales de la préfecture d'Akita. Il est ensuite posté dans les Indes néerlandaises, capturées durant la Seconde Guerre mondiale aux mains des Pays-Bas, devenant gouverneur militaire de Java et de Jakarta,.
En mars 1947, Yoshiaki Yamamoto est nommé gouverneur de la préfecture de Kyoto, en remplacement à Atsushi Kimura, qui venait de démissionner pour se présenter aux premières élections gouvernorales de la préfecture de Kyoto. Son mandat prend find après l'investiture d'Atsushi Kimura en tant que nouveau gouverneur. Peu après, Yamamoto est visé par la purge de la fonction publique et est interdit d'exercer dans la politique ou la fonction publique. En 1946, il avait commencé à pratiquer le droit en tant qu'avocat et avait ouvert son cabinet à Tokyo,. Après la levée de la purge en 1952, il se présente à l'élection de 1953 (ja) à la Chambre des conseillers dans la circonscription de sa préfecture natale, celle de Tottori. Se présentant sous la bannière du regroupement caméral Ryokufūkai, il termine quatrième et n'est pas élu. Après sa carrière politique, il continue d'être avocat, et a aussi été conseiller pour la Nippon Concrete Industries (ja). Il meurt le 26 septembre 1961.

## Résultats électoraux
| Inscrits                 | Inscrits                    | Inscrits                                 | 341 199   |             |  |  |
| Abstentions              | Abstentions                 | Abstentions                              | 71 549    | 20,97 %     |  |  |
| Votants                  | Votants                     | Votants                                  | 269 650   | 79,03 %     |  |  |
|                          |                             |                                          |           |             |  |  |
| Bulletins enregistrés    | Bulletins enregistrés       | Bulletins enregistrés                    | 269 650   |             |  |  |
| Bulletins blancs ou nuls | Bulletins blancs ou nuls    | Bulletins blancs ou nuls                 | 12 732    | 4,72 %      |  |  |
| Suffrages exprimés       | Suffrages exprimés          | Suffrages exprimés                       | 256 918   | 95,28 %     |  |  |
|                          |                             |                                          |           |             |  |  |
|                          | Candidat                    | Parti                                    | Suffrages | Pourcentage |  |  |
|                          | Hideyuki Miyoshi (ja) (élu) | Indépendant                              | 120 643   | 46,96 %     |  |  |
|                          | Teizō Kadota (ja) (sortant) | Parti socialiste japonais de gauche (en) | 66 053    | 25,71 %     |  |  |
|                          | Osamu Toyoda (ja)           | Indépendant                              | 38 388    | 14,94 %     |  |  |
|                          | Yoshiaki Yamamoto           | Ryokufūkai                               | 31 834    | 12,39 %     |  |  |

## Distinctions
- Ordre du Trésor sacré, 3e classe, le 9 octobre 1943[13]